# Guillermo Dela Vega Afable
Guillermo Dela Vega Afable (* 3. April 1951 in Davao City, Philippinen) ist ein römisch-katholischer Geistlicher und Bischof von Digos.

## Leben
Guillermo Dela Vega Afable empfing am 24. April 1976 das Sakrament der Priesterweihe für das Erzbistum Davao.
Am 21. April 2001 ernannte ihn Papst Johannes Paul II. zum Titularbischof von Vadesi und bestellte ihn zum Weihbischof in Davao. Der Apostolische Nuntius auf den Philippinen, Erzbischof Antonio Franco, spendete ihm am 12. Juli desselben Jahres die Bischofsweihe; Mitkonsekratoren waren der Erzbischof von Davao, Fernando Capalla, und der Bischof von Digos, Generoso Camiña PME. Papst Johannes Paul II. ernannte ihn am 24. April 2002 zum Koadjutorbischof von Digos. Am 11. Februar 2003 wurde Guillermo Dela Vega Afable in Nachfolge von Generoso Camiña PME, der aus Krankheitsgründen zurücktrat, Bischof von Digos.